# Димитров, Ангел
Ангел Димитров Иванов, известный как Ангел Димитро́в (24 февраля 1890, София, Болгария — 7 апреля 1965, там же) — болгарский цирковой артист, режиссер и педагог.
Родился 24 февраля 1890 года в Софии. Учился у Петра Панайотова, с 1903 входил в труппу его цирка «Българско знаме». На цирковой арене выступал в жанрах акробатики, гимнастики, дрессировки, эквилибристики, клоунады. Организовал успешную цирковую труппу, в которой участвовали шесть его дочерей.
В 1909 году в содружестве с коллегами по цирковой труппе Асеном Пырвановым и Георгием Пенчевым основал цирк «Болгария». В 1912 году вдвоем с Николаем Димитровым-Поштата основал цирк «Танго», а в 1918 году в Софии основал стационарный цирк «Болгария».
С 1933 по 1948 год работал в цирковой труппе «Роял-Добрич», создателями которой были Димитров, Лазар Добрич и Кирил Михайлов.
Умер 7 апреля 1965 года в Софии.